# Moshe Weinberg
Moshe Weinberg, född 19 september 1939, död 5 september 1972, var en israelisk brottare och brottningstränare.
Weinberg började brottas i Hapoel Haifa och var israelisk ungdomsmästare i brottning. Han blev sedan israelisk mästare i mellanvikt i vuxenbrottning i åtta år och vann en guldmedalj i grekisk-romersk brottning Maccabiah-spelen 1965.
Weinberg blev senare certifierad coach vid Wingate Institute, och var tränare i fem år.
I egenskap av nationell brottningstränare var han i München vid sommar-OS 1972. Han var en av de 11 israeliska lagmedlemmar som dödades av terrorister i Massakern vid OS i München 1972.